# Newcastle University
Newcastle University er et statsligt rødstensuniversitet i byen Newcastle upon Tyne, beliggende i Tyne and Wear-countyet, Northumberland i det nordlige England.

## Historie
Newcastle University opstod ud af det historiske medicinske fakultet, der blev grundlagt i Newcastle i 1834, hvor den første gruppe på i alt 26 medicinstuderende begyndte. Efter en konflikt mellem to fakultetsfraktioner i 1851, fandt en opdeling af Det Medicinske Fakultet sted og mundede ud i to rivaliserende institutioner. Størstedelen af fakultetet dannede "Newcastle College of Medicine", mens de øvrige dannede "Newcastle upon Tyne College of Medicine and Practical Science". I 1852 etablerede førstnævnte institution en formel forbindelse med Durham University og blev til "Newcastle-upon-Tyne College of Medicine in connection with the University of Durham". Den første akademiske grad i medicin, Licence in Medicine (Lic.Med), blev tildelt i 1856, og dets forskning blev efterfølgende anerkendt af University of London. De to institutioner i Newcastle blev genforenet i 1857 og tog navnet "University of Durham College of Medicine" i 1870.
I 1871 blev College of Physical Science grundlagt for at tilbyde kurser i matematik, fysik, kemi og geologi for at imødekomme den stigende efterspørgsel fra mineindustrien. Fakultetet blev omdøbt til "Durham College of Physical Science" i 1883 og blev derefter til "Armstrong College" i 1904. I 1908 anerkendte en bestemmelse fra Durham University formelt, at universitetet bestod af to divisioner, Durham og Newcastle, lokaliseret to forskellige steder. I løbet af 1908 holdt Newcastle-afdelingen forelæsninger i medicin, almen videnskab, landbrug og ingeniørvidenskab.
Gennem det 20. århundrede voksede andelen af studerende, der var indskrevet på Newcastles medicinske og naturvidenskabelige fakulteter mere end på Durhams tilsvarende fakulteter. I 1963 adskilte Det britiske parlament derfor de to institutioner med nyoprettelsen af "University of Newcastle upon Tyne".